# Lissodema quadridentatum
Lissodema quadridentatum es una especie de coleóptero de la familia Salpingidae.

## Distribución geográfica
Habita en India.